# Mefite
Mefite è una divinità italica legata alle acque, invocata per la fertilità dei campi e per la fecondità femminile.

## Etimologia
Il nome Mefitis è sicuramente osco, con la caratteristica -f- intervocalica, e deriva forse da "medio-dluitis", donde "mefifitis" e quindi Mefitis, cioè "colei che fuma nel mezzo" oppure da "Medhu-io" cioè "colei che si inebria" o ancora - sembra con maggiore probabilità - "colei che sta nel mezzo", ovvero entità intermedia fra cielo e terra, fra morte e vita. A lei veniva attribuito il potere di fare da tramite e di presiedere al passaggio.

## Luoghi di culto
Il culto era diffuso in tutta l'Italia osco-sabellica, in particolare nelle zone abitate o frequentate dalle popolazioni sannitiche. Notizie di scrittori antichi e rinvenimenti archeologici ne documentano l'esistenza soprattutto in Irpinia: a Rocca San Felice, Frigento e in Valle d'Ansanto, così come nella valle del Miscano tra Ariano, Montecalvo e Casalbore; inoltre in Lucania (a Grumentum e Rossano di Vaglio, il cui ruolo di centro di culto fu ereditato nel I secolo d.C. dalla città romana di Potentia), nel basso Lazio a Casalvieri nella località Pescarola, a Casalattico, località San Nazario, nella Valle di Canneto a Settefrati, a San Donato Val di Comino, nonché nel Sannio pentro presso il tempio italico di Vastogirardi e l'area di Cantoni di Sepino, nel Matese. 
La presenza di Mefite si riscontra anche fuori dell'area osco-sabellica: a Cremona, a Lodi Vecchio, a Roma - dove sono attestati un tempio (aedes Mefitis) e un boschetto sacro (lucus Mefitis) a lei dedicati sull'Esquilino fin dal III secolo a.C. e a Tivoli.
I luoghi di culto di Mefite sono situati quasi sempre in un ambiente caratterizzato dalla presenza di acque fluviali o lacustri. È stato ipotizzato che, da divinità legata alle acque e alle sorgenti in generale, dopo la romanizzazione dell'Italia sia stata connessa maggiormente e poi esclusivamente alle esalazioni emanate da mofete e da acque sulfuree o corrotte come quelle stagnanti, che essa doveva impedire, o comunque a luoghi contrassegnati da fenomeni vulcanici.
Un aspetto non ancora indagato è l'eventuale rapporto tra questo culto e un rito di transizione quale la transumanza, che costituiva il passaggio delle greggi ai nuovi pascoli stagionali. Questa ipotesi è rafforzata dal fatto che a ridosso dei percorsi tratturali erano presenti antiche aree sacre dedicate alla Mefite.
A Mefite è ricondotto da Pace il toponimo la Mèfita presso Ragusa, ipotesi ripresa da Uggeri